# Станіслав Кузьмін
Станіслав Кузьмін (24 липня 1986) — казахський плавець.
Учасник Олімпійських Ігор 2008 року.
Призер Азійських ігор 2010 року.